# Caryophyllia solida
Espèce
Statut CITES
Caryophyllia solida est une espèce de coraux appartenant à la famille des Caryophylliidae.